# Via Notarbartolo
Via Notarbartolo, per esteso Via Emanuele Notarbartolo, è una delle più importanti vie di Palermo e la principale via di penetrazione verticale della città. Porta il nome del marchese Emanuele Notarbartolo, già sindaco di Palermo e direttore generale del Banco di Sicilia, considerato la prima "vittima illustre" della mafia.
La strada si trova al centro di Palermo e la taglia verticalmente dal mare fino a Monte Cuccio anche se in realtà cambia 5 diversi nomi, partendo dal mare troviamo: Via dei Cantieri, via Duca della Verdura, Via Notarbartolo, Via Leonardo da Vinci e per ultima Via Castellana. La via incrocia perpendicolarmente la Via Libertà.
La via è molto frequentata soprattutto per lo shopping, al contempo lungo l'asse sono presenti parecchi uffici, tra i quali alcuni assessorati regionali. Su un fianco di essa troviamo anche il Giardino Inglese, la Stazione Notarbartolo del passante ferroviario, ed alcune ville in stile liberty.

## Storia
La storia della via parte nel 1885 con la creazione del nuovo piano regolatore di Palermo, il Piano Giarrusso (dal nome dell'ingegner Felice Giarrusso che lo progettò), che viene approvato l'8 settembre dell'anno seguente. Il piano si interessa in particolar modo delle periferie settentrionali e disegna una nuova strada, perpendicolare alla già esistente via Libertà (che sarebbe stata allungata ulteriormente), che partendo da Villa Cupane (e l'intersezione con via Malaspina) arriva fino alla borgata marinara dell'Acquasanta di lunghezza complessiva vicina ai 3 km. Questa strada era composta dalle attuali via Notarbartolo e via Duca della Verdura. La strada era concepita secondo i nuovi standard di vie larghe 15/20 m con incroci perpendicolari, contornata da grossi blocchi residenziali e sfociante nel giardino della settecentesca Villa Cupane, che le avrebbe dato uno sfondo prospettico.
La strada non venne però completata del tutto, infatti per i primi anni si interrompeva all'altezza dell'odierna via Sciuti, da lì in poi iniziava un tortuoso sentiero che attraversava la linea ferrata e raggiungeva la via Malaspina. Questo stato di cose rimane fino agli anni trenta come testimoniano le cartine dell'epoca.
La zona divenne velocemente ambita dalla borghesia medio alta che cercava di allontanarsi dalla città vecchia verso questi nuovi nascenti quartieri settentrionali. Presto si sviluppò un modello standard di edilizia lungo questo asse e gli assi limitrofi, si tratta del modello di città giardino tipicamente nord-europeo. La tipologia delle costruzioni seguiva il gusto locale tardo ottocentesco dello stile liberty che in città stava diventando un canone di riferimento. Si trattava di corpi bassi, a due o tre elevazioni, frazionati in appartamenti e contornati da giardini. In genere il proprietario prendeva possesso del piano terra con rispettivo giardino ed affittava i piani superiori.
Verso la fine degli anni 30 la strada venne prolungata fino all'attuale piazza Ottavio Ziino (già piazza Malaspina). Il tratto terminale della via era tagliato dalla linea ferroviaria per Trapani che entra in servizio nel 1891 e l'attraversa poco prima di incrociare via Malaspina, per questo motivo era presente un passaggio a livello.
Il piano regolatore del 1886 avrebbe dovuto essere sostituito negli anni successivi per controllare lo sviluppo edilizio incontrollato ma in realtà rimase in vigore fino al 1941 senza grosse modifiche. Nel 1939 il comune bandì un concorso per un nuovo piano regolatore che prevedesse una popolazione cittadina di circa 700.000 abitanti, nel 1959 la previsione venne ampliata a 900.000 abitanti con una variante al piano e si limitarono le zone verdi, inoltre si diede preferenza agli edifici a più piani piuttosto che a quelli di pochi piani, questo, teoricamente serviva a occupare meno terreno. In realtà si trattò di un'enorme speculazione edilizia, nota in seguito con il nome di Sacco di Palermo.
In questo periodo venne prolungata la via grazie all'eliminazione della Villa Cupane (che ne limitava l'estensione) si allacciò la via Notarbartolo alla via Regione Siciliana. Questo tratto compreso tra via Malaspina e via Regione Siciliana cambiò successivamente nome in via Leonardo da Vinci. In questo nuovo tratto vennero edificati alcuni uffici della Regione Sicilia per rendere più appetibile la lottizzazione della zona. Nel periodo che va dagli anni sessanta agli anni ottanta la strada venne completamente stravolta. Poco a poco le ville vennero abbattute per far posto ad alti edifici in cemento armato.
Nel frattempo, nel 1969 iniziarono i lavori per l'eliminazione della linea ferroviaria in superficie verso Trapani e per la costruzione della nuova stazione ferroviaria per la zona nord della città, la stazione Notarbartolo. I lavori si conclusero nel 1974 e cambiando radicalmente anche quel tratto finale di città che perse l'aspetto rustico dovuto al passaggio al livello, al suo posto rimase una larga trincea ferroviaria che veniva attraversata dalla via Notarbartolo tramite un ponte.
Nel 2007, la via ha subito un restyling, i marciapiedi sono stati arricchiti con la creazione di percorsi per non vedenti, aree pedonali di sosta, panchine, fontane, mosaici e fioriere.